# Ovenna hailesellassiei
Ovenna hailesellassiei là một loài bướm đêm thuộc phân họ Arctiinae, họ Erebidae.